# Thomas Vetsch
Thomas Vetsch (* 18. Mai 1974 in Grabs, Kanton St. Gallen, Schweiz) ist ein Schweizer Kommunikationsmanager, Theaterautor und Autor von zahlreichen Kindergeschichten.

## Biografie
Vetsch wurde als Sohn eines Primarschullehrers und einer Fuss- und Reflexzonenmasseurin in Grabs geboren und lebt heute in Berlin. Vetsch begann 1994 an der Universität Zürich ein Anglistikstudium, mit den Nebenfächern Nordistik und Neuere Deutsche Literatur. Ein Auslandssemester führte ihn an die Møre Folkehøgskule in Ørsta, Norwegen, und an die Freie Universität Berlin, Deutschland. Im Juni 2003 beendete Vetsch sein Studium in Zürich bei Elisabeth Bronfen mit einer Magisterarbeit zum Thema Die Funktion der Ohnmacht in der englischen Literatur des 18. Jahrhunderts.
Von 2003 bis 2005 war Thomas Vetsch als Theaterdramaturg an der Badischen Landesbühne Bruchsal tätig. Nach einer Weiterbildung zum PR-Manager arbeitete Vetsch als freiberuflicher Kinderbuchautor sowie PR-Referent im Kultur- und Eventbereich in Berlin. Für internationales Aufsehen sorgte er mit der ersten Reiseagentur für gestresste Kuscheltiere, Teddy Tour Berlin, die er zusammen mit dem Schauspieler und Regisseur Karsten Morschett ins Leben rief. Seine Theaterstücke veröffentlicht er im renommierten Drei Masken Verlag.

## Werke
- Die Funktion der Ohnmacht in der Englischen Literatur des 18. Jahrhunderts. Grin Verlag, München 2003, ISBN 978-3-638-21797-2.
- The History of the Oxford English Dictionary. Grin Verlag, München 2003, ISBN 978-3-638-21795-8.

## Theaterstücke (Auswahl)
- Peer Gynt Der Klassiker für’s Klassenzimmer, Henrik Ibsen bearbeitet von Thomas Vetsch, Drei Masken Verlag[2]
- Herr Haase und die tödliche Giftspritze, mit Karsten Morschett, Drei Masken Verlag[3]

Aufführungen u. a. in Cottbus
- Mord beim Festbankett, mit Karsten Morschett, Drei Masken Verlag[5]

Uraufführung 2014, Aufführungen u. a. Berlin
- Mord mit Biss,  mit Karsten Morschett, Drei Masken Verlag[8]

Aufführungen u. a. Berlin
- Mord im Kurhotel,  mit Karsten Morschett, Drei Masken Verlag[10]